# ПИК ТВ
ПИК ТВ е онлайн телевизионен канал в България, собственост на информационна агенция „ПИК“. Стартира през 2016 г. Директор на медията е Ива Николова. Тя, заедно с Албена Вулева и Звездомира Мастагаркова са водещи на първото извънредно студио. Телевизията не излъчва реклами.

## История
Телевизията стартира излъчване на 6 ноември 2016 г., когато се провеждат изборите за президент на Република България в 13 часа с предаване на живо от НДК.